# Fiat Polski 618
Le Fiat-Polski 618 était un petit camion à usages multiples fabriqué en Pologne par Fiat Polski entre 1937 et 1939, sous licence Fiat V.I. Italie.

## Historique
La production du petit camion Fiat Polski 618 Grom est le fruit d'un accord de coopération avec cession de licences de fabrication entre le constructeur italien Fiat SpA et le gouvernement polonais signé en 1932, accords renouvelés en 1937 pour le modèle automobile Fiat 518 Ardita et le petit camion Fiat 618, équipé du même moteur que la Fiat 518.
Fabriqué dans l'usine Państwowe Zakłady Inżynierii - PZinz de Varsovie, ce camion disposait d'une charge utile remarquable de 1 200 kg, rapportée au poids total du véhicule. 
En plus de la version civile, le Fiat Polski 618 Grom a été très apprécié par l'armée polonaise où il a été utilisé dans ses versions autobus, camion de transport de troupes avec ou sans armement : 
- 12 militaires, avec équipement complet,
- 8 soldats avec mitrailleuses lourdes,

Le premier prototype militaire a été construit en 1938, et après une série de tests il a été certifié par l'armée polonaise.
Jusqu'à la fin du mois d'août 1939, date à laquelle l'usine Fiat Polski a été réquisitionnée par l'armée allemande lors de l'invasion de la Pologne, le Fiat Polski 618 a été construit à plus de 600 exemplaires châssis, en majorité pour la version camion et une petite partie en autobus. 

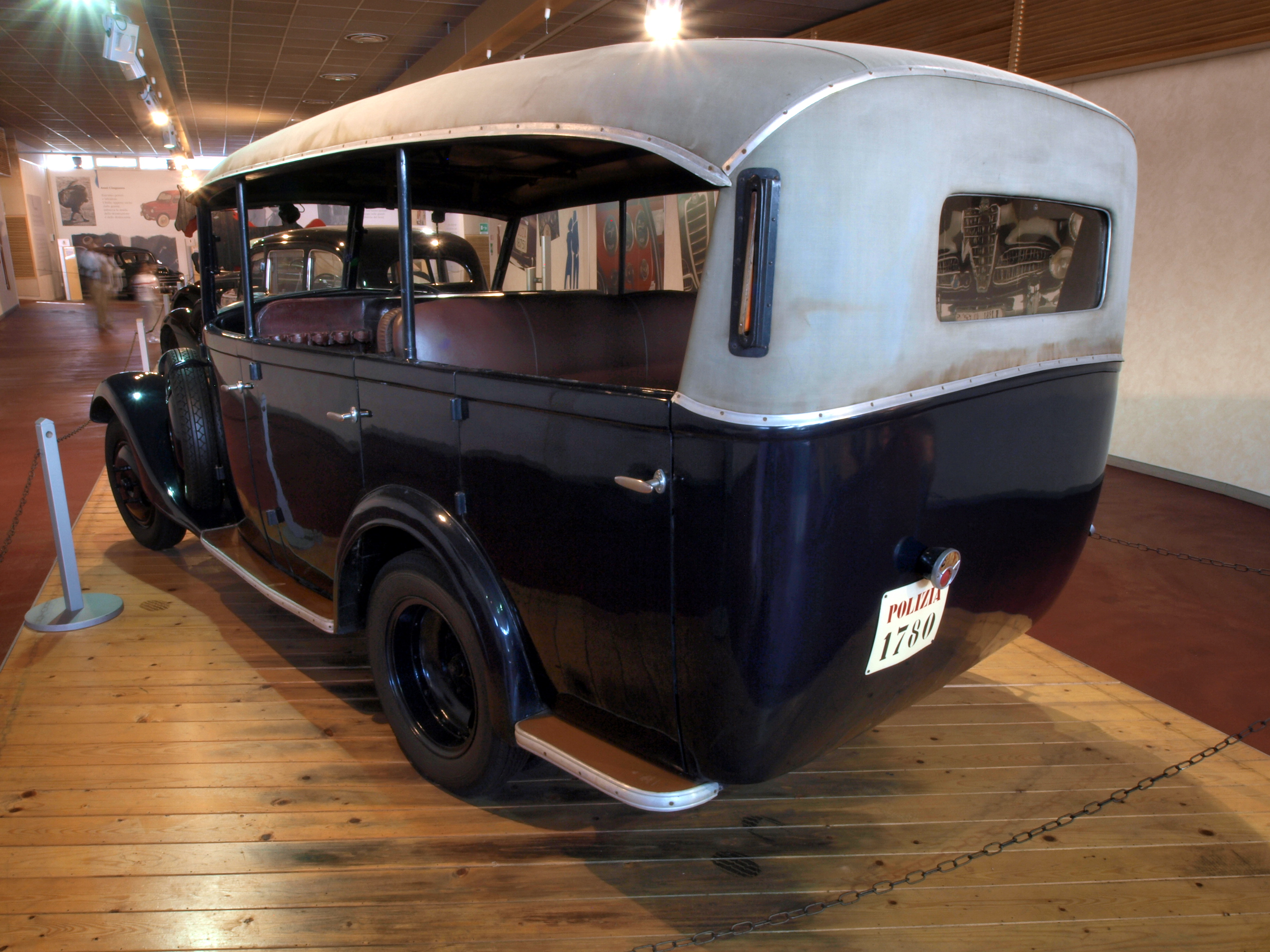
Autobus Fiat 618 LR (Musée Polizia Rome)

En Pologne, un exemplaire de la version autobus du Fiat Polski 618 a été conservé et restauré, par M. Julius Stanislaus Siudzińskiego. D'autres exemplaires de l'original Fiat 618 LR sont également conservés dans le monde, notamment en Russie et en Italie.

## Caractéristiques techniques
Châssis Fiat 618 : 
- Moteur : Fiat 118 (PZInż. 157), 4 cylindres en ligne, refroidi par eau, alésage x course : 82 x 92 mm /1 944 cm3, taux de compression: 6,1:1
- Puissance : 45 HP (38,8 kW) à 3 600 tr/min.
- Embrayage : à sec,
- Boîte de vitesses : 4 rapports avec 3e et 4e synchronisées,
- Suspensions : 
  - Avant : essieu rigide avec ressorts à lames et amortisseur hydraulique,
  - Arrière : essieu rigide avec ressorts à lames et amortisseurs hydrauliques,
- Freins : système hydraulique sur les 4 roues, assistant de freinage - Frein à main,
- Pneus : polonais Stomil 6.00 x 18
- Dimensions : longueur / largeur / hauteur du véhicule : 7 720/1 760/2 000/2 000-2 110 mm - empattement : 3 050 mm
- Poids à vide : 1 800 kg,
- Charge utile : 1 250 kg,
- Vitesse maximale : 60 km/h
- Consommation : environ 15 l/100 km